# Gianandrea Noseda
Gianandrea Noseda, né à Milan le 23 avril 1964, est un chef d'orchestre italien.

## Biographie
Gianandrea Noseda étudie le piano, la composition et la direction d'orchestre au conservatoire Giuseppe Verdi de Milan. Il travaille ensuite à l'Académie Chigiana de Sienne avec Donato Renzetti, Chung Myung-whun et Valery Gergiev à Vienne. Il est lauréat des concours de direction d'orchestre de Douai et Cadaquès en 1995, puis est assistant à Milan à l'orchestre symphonique Giuseppe Verdi et à Saint-Pétersbourg, au Théâtre Mariinsky.
Il fait ses débuts aux États-Unis en 1998 à l'Opéra de San Francisco (Les Fiançailles au couvent) et au Japon lors d'une tournée du Théâtre Mariinsky en 2000. Il dirige l'Opéra de Los Angeles (La Dame de pique) et le Metropolitan Opera en 2002 (Guerre et Paix) et est nommé en septembre, à la direction du BBC Philharmonic de Manchester.
En 2014, il se produit à la tête de l'Orchestre de Paris dans un programme Fontaines et les Pins de Rome de Respighi et revient en 2018 avec Les Cloches de Serge Rachmaninoff et des extraits de La donna serpente d'Alfredo Casella.
Il est directeur musical du Teatro Regio de Turin jusqu'en 2018, où il produit notamment Salome, La traviata, Boris Godounov et Thaïs. Il est aussi directeur artistique du festival de musique de Stresa depuis 2001. Il devrait cumuler les postes au National Symphony Orchestra de Washington et de directeur musical de l’Opéra de Zurich à partir de la saison 2021-2022.

## Discographie
Gianandrea Noseda a enregistré plus de 50 disques, pour les labels discographiques Chandos Records, Deutsche Grammophon, Fonè et LSO Live.
Symphonique et concertant
- Dvořák, Concerto pour violon ; Concerto pour piano - Rustem Hayroudinoff, piano ; James Ehnes, violon ; BBC Philharmonic, dir. Gianandrea Noseda (2 octobre/16 décembre 2004, Chandos Records)
- Smetana, Œuvres pour orchestre : 2 volumes ; BBC Philharmonic, dir. Gianandrea Noseda (2008, Chandos Records CHAN 10518)
- Mozart, Rossini, Kreutzer, Crusell, Concertos pour basson - Karen Geoghegan, basson ; BBC Philharmonic, dir. Gianandrea Noseda  (2009, 2010, Chandos Records CHAN 10613)
- Casella, Œuvres pour orchestre : 2 volumes - Martin Roscoe, piano ; BBC Philharmonic, dir. Gianandrea Noseda (2010, Chandos Records CHAN 10605)
- Bartók, Concertos pour piano - Jean-Efflam Bavouzet, piano ; BBC Philharmonic, dir. Gianandrea Noseda (9 & 10 décembre 2009/1er avril 2010 Chandos Records CHAN 10610)
- Rachmaninoff, Symphonies - BBC Philharmonic, dir. Gianandrea Noseda (3SACD Chandos)
- Bartók, Concertos pour violon, Concerto pour alto - James Ehnes, violon et alto ; BBC Philharmonic, dir. Gianandrea Noseda (2009/2011, Chandos Records CHAN 10690)
- Britten, War Requiem - Chœur et orchestre symphonique de Londres, dir. Gianandrea Noseda (2012, SACD LSO Live LSO0716)
- Castiglioni, La Buranella ; Altisonensa ; Salmo XIX  - Teresia Bokor, soprano ; Sine Bundgaard, soprano ; Chœur et Orchestre symphonique danois (18-19 septembre 2014, Chandos) (OCLC 944256333)
- Rimski-Korsakov, Schéhérazade - Orchestre philharmonique du Teatro Regio de Turin, dir.  Gianandrea Noseda (2015, Fonè)
- Chopin, Concerto pour piano no 1 - Seong-Jin Cho, piano ; Orchestre symphonique de Londres, dir. (2016, SACD DG)
- Chostakovitch, Symphonie no 8 - Orchestre Symphonique de Londres, dir. Gianandrea Noseda (concert, 8 avril 2018, SACD LSO Live)

Opéra et vocal
- Rachmaninoff, Le Chevalier avare - BBC Philharmonic, dir. Gianandrea Noseda (23-24 novembre 2008/21 avril 2009, Chandos) (OCLC 457048656)
- Georges Bizet, Les Pêcheurs de perles - Diana Damrau (Leïla), Matthew Polenzani (Nadir), Mariusz Kwiecien (Zurga), Nicolas Teste (Nourabad) ; Chœurs et orchestre du Metropolitan Opera, dir. Gianandrea Noseda (16 janvier 2016, Disque Blu-ray Erato/Warner) (OCLC 1031928388)
- Chostakovitch, Sonnets de Michel-Ange, op. 145a ; Six Romances sur Raleigh, Burns et Shakespeare, op. 140 ; BBC Philharmonic, dir. Gianandrea Noseda  (5-7 avril 2005, Chandos Records CHAN 10358)
- Aria : Album d'opéra - Andrea Bocelli, ténor ; Orchestre philharmonique du Teatro Regio de Turin, dir.  Gianandrea Noseda (2005, Decca) (OCLC 970291835)
- Arias de Bellini, Berlioz, Donizetti, Dvorak, Gounod, Massenet, Mozart et Puccini - Anna Netrebko, soprano, Orchestre philharmonique de Vienne, dir. Gianandrea Noseda (mars 2003, SACD DG 474 640-2)
- Arias de Verdi - Anna Netrebko, soprano ; Orchestre philharmonique du Teatro Regio de Turin, dir.  Gianandrea Noseda (2013, DG)

## Distinctions et récompenses
- International Opera Award dans la catégorie « chef d'orchestre » (2016)[5].